# Ермоленко, Андрей Давыдович
Андрей Давыдович Ермоленко (19 сентября 1923 года, с. Феськовка Черниговской губернии — 4 сентября 1976 года, там же) — участник Великой Отечественной войны, полный кавалер Ордена Славы (1945).

## Биография
Родился 19 сентября 1923 года в селе Феськовка ныне Менского района Черниговской области.
Окончил 7 классов, работал на шахте. В 1942 году был призван в ряды РККА.
В ночь на 22 июня 1944 года рядовой Ермоленко, будучи сапёром 300-го отдельного сапёрного батальона 179-й стрелковой дивизии 43-й армии 1-го Прибалтийского фронта, в районе деревне Шумилино (ныне посёлок городского типа Шумилинского района Витебской области) в составе группы разграждения устроил проход в минном поле и проволочном заграждении противника и обеспечил прохождение через него атакующих. 5 июля 1944 года награждён орденом Славы 3 степени.
14 сентября 1944 года ефрейтор Ермоленко вместе с сапёрами произвёл инженерную разведку реки Лиелупе на территории Латвийской ССР, установил броды и провёл по ним подразделения. 7 октября 1944 года награждён орденом Славы 2 степени.
18 ноября 1944 года в районе населённого пункта Кункен-Гэрге в 11 км к северо-востоку от города Кретинга Литовской ССР проделал проход в проволочном заграждении противника, обеспечив действия группы поиска. Указом Президиума Верховного Совета СССР от 24 марта 1945 года награждён орденом Славы 1 степени.
После демобилизации в 1945 году вернулся в родной край, работал лесником.
Умер 4 сентября 1976 года.

## Награды
- медаль «За боевые заслуги» (21.11.1943)[4]
- орден Славы 3 степени (5.7.1944)[1]
- орден Славы 2 степени (7.10.1944)[2]
- орден Славы 1 степени (24.3.1945)[3]